# Kanelros
Kanelros (Rosa majalis) är en art i familjen rosväxter. Arten förekommer i Skandinavien, österut till östra Sibirien, Baltikum, Vitryssland, Ukraina, söderut till Frankrike, Italien och forna Jugoslavien.
Beståndsbildande buskar med underjordiska utlöpare, 50–120 cm. Årsskott rödbruna, övriga mer eller mindre gröna, bark kanelbrun och bär nedtill talrika, tätt sittande raka taggar. Vid bladfästena ofta två raka taggar. Fertila grenar vanligen tagglösa. Bladen parbladiga med 5-7 elliptiska småblad som är mer eller mindre håriga på undersidan. Höstfärger i gult och röda nyanser. Blommorna bli ca 5 cm i diameter och sitter på kala blomskaft, väldoftande. Foderbladen är hela och saknar sidoflikar. Kronbladen är mörkrosa. Nyponen är klotrunda och klarröda med framåtriktade foderblad. 
Liknar finnrosen, men som har taggiga blomskott.
Artnamnet majalis (lat.) betyder maj och syftar på att artes tidiga blomning. 

## Sorter
Fylldblommiga kloner av kanelrosen kallas bukettrosor på svenska och samlas under sortnamnet 'Foecundissima'. En av dessa kallas tornedalsrosen och bär sortnamnet 'Tornedal'. Den skiljer sig från andra bukettrosor genom att sakna taggar på del blombärande skotten och dessutom har kronbladen en rundare kant. Sorten blommar något tidigare än bukettrosen. 

## Synonymer
- Rosa cinnamonea var majalis (Herrm.) Rau, 1816
- Rosa fraxinifolia Borc, 1790
- Rosa fraxinifolia var variegata de Candolle
- Rosa majalis var globosa (Desvaux) P.V.Heath
- Rosa majalis var petropolitana (N.P.Smirnow) I.O.Buzunova
- Rosa microcarpa Besser, 1816
- Rosa pulchella Salisbury, nom illeg 1796
- Rosa spreta Desegl

'Foecundissima'
- Rosa foecundissima Münchausen
- Rosa majalis var foecundissima (Münchausen) Hylander